# Unterseeboot UB-142
Pour les autres navires du même nom, voir Unterseeboot 142.
L'Unterseeboot UB-142 est un sous-marin (U-Boot) allemand de type UB III de la Kaiserliche Marine pendant la Première Guerre mondiale. Il fut mis en service dans la marine impériale allemande le 31 août 1918.
Il s’est rendu à la France le 22 novembre 1918, conformément aux exigences de l’armistice avec l’Allemagne, et il fut démantelé à Landerneau en juillet 1921.

## Conception
L'UB-142 avait un déplacement de 523 tonnes en surface et de 653 tonnes en immersion. Ses moteurs lui permettaient de naviguer à 13,5 nœuds (25,0 km/h) en surface et à 7,5 nœuds (13,9 km/h) en immersion. Il avait une autonomie de 7280 milles marins (13480 km) à sa vitesse de croisière. L'UB-142 transportait 10 torpilles et était armé d’un canon de pont de 10,5 cm SK L/45. L'UB-142 avait un équipage pouvant compter jusqu’à 3 officiers et 31 hommes.

## Historique des services
L'UB-142 a été construit par AG Weser à Brême. Après un peu moins d’un an de construction, il a été lancé à Brême le 23 juillet 1918. 

## Commandants
- Kapitänleutnant Karl Meusel[5] : du 31 août au 11 novembre 1918